# Pointe de la Galoppaz
La pointe de la Galoppaz est un sommet du massif des Bauges situé sur la commune de Puygros en Savoie et culminant à 1 680 mètres d'altitude.

## Géographie
Depuis Chambéry et son bassin, la pointe apparaît sous une forme pyramidale quasi parfaite, aux pentes majoritairement non boisées, sauf pour son flanc est. Les prés qui entourent le sommet sont utilisés par les éleveurs de la région pour y faire paître leurs troupeaux de bovins. Accessible uniquement à pied, c'est ainsi une destination prisée des randonneurs et différents circuits pour différents points de départ existent (col du Lindar, col des Prés ou encore le village de Puygros). Elle offre en outre une vue panoramique à 360° sur, en plus des Bauges et notamment le mont Margériaz, la cluse de Chambéry, la chaîne de Belledonne et le massif de la Chartreuse.
La pointe de la Galoppaz, tout comme la Petite Galoppaz, se situe sur une crête orientée nord-sud. Celle-ci est géologiquement formée par les marnes à miches datant du Hauterivien (de -136,4 à -130,0 millions d'années). Toutefois, le sommet étant lui-même porté par une crête secondaire est-ouest, il est également formé de bancs de calcaires lités plus élevés et plus récents que ceux de la crête puisque datés du Barrémien inférieur (-125 Ma).

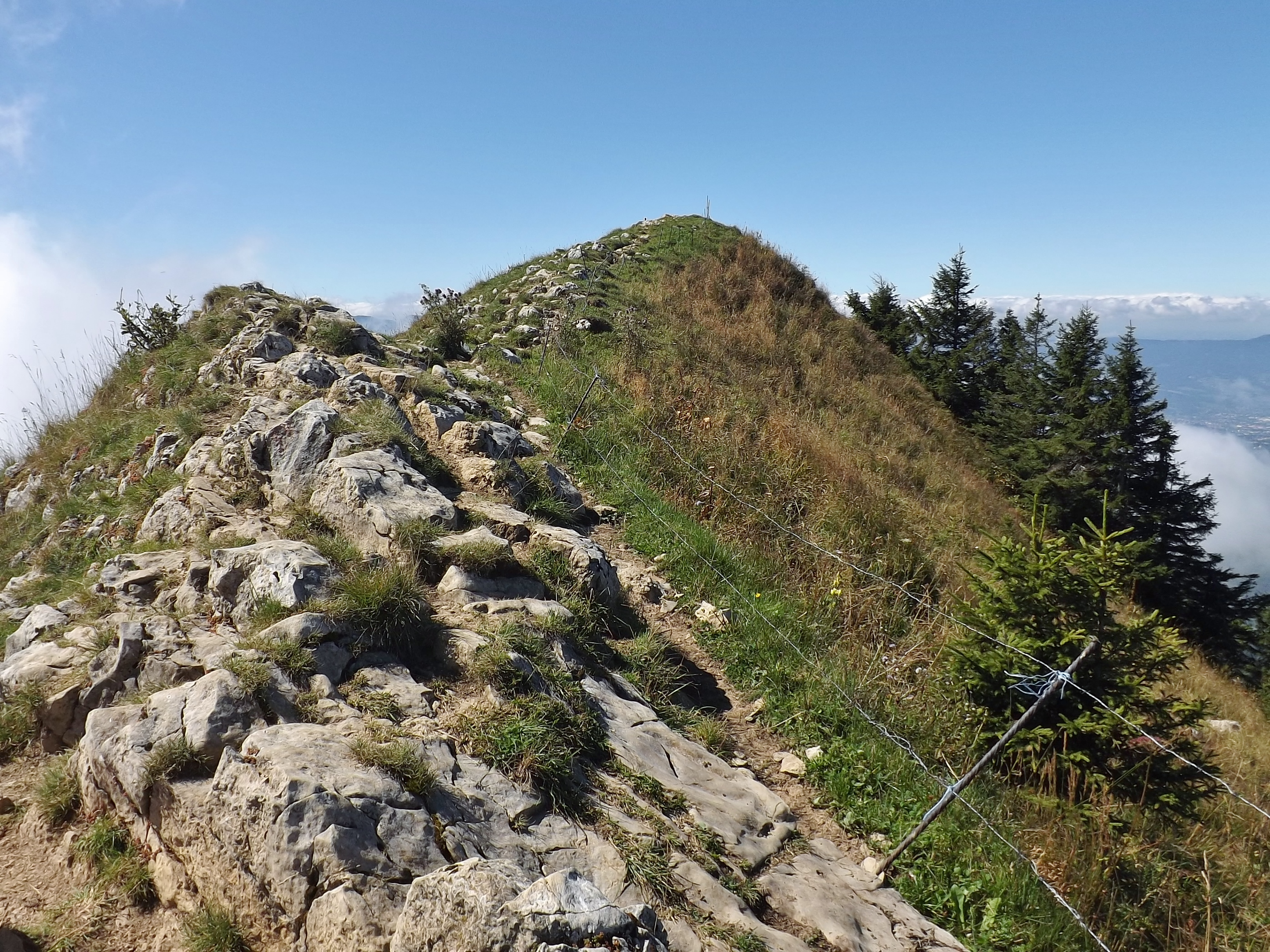
Sommet de la pointe (Chambéry à droite).